# Ilha de São Nicolau
| São Nicolau                |                                             |
| Localização de São Nicolau |                                             |
| Gentílico: são-nicolauense |                                             |
| Maior centro urbano        | Vila de Ribeira Brava, cerca de habitantes. |
| Concelhos                  | São Nicolau                                 |
| Área                       | 342 km²                                     |
| População                  | 13.310                                      |
| Grupo                      | Ilhas de Barlavento                         |
| Elevação máxima            | 1312 m, Monte Gordo                         |
| Coordenadas                | 16° 29' N e 16º 40' N 24° 00' W e 24º 25' W |
| Mapa de São Nicolau        |                                             |

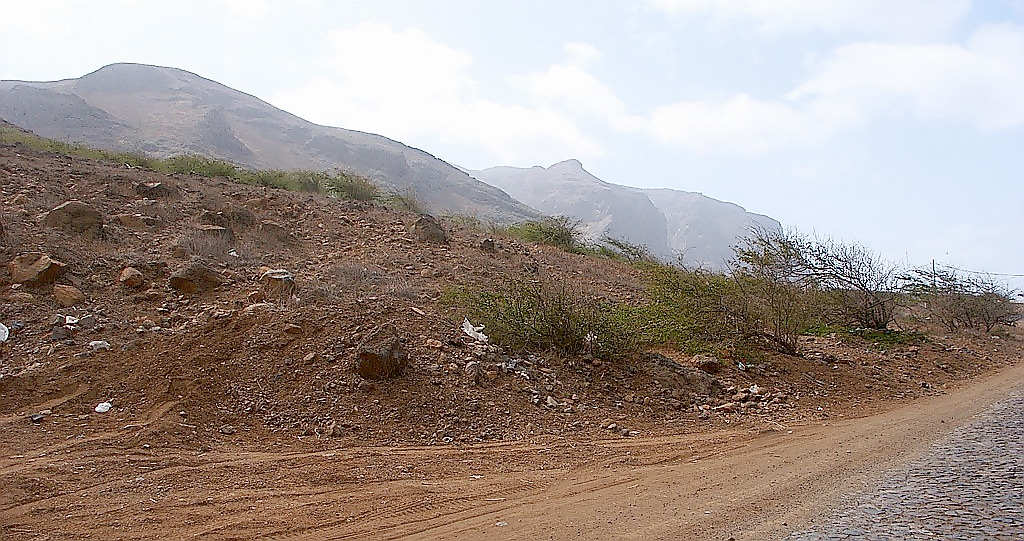

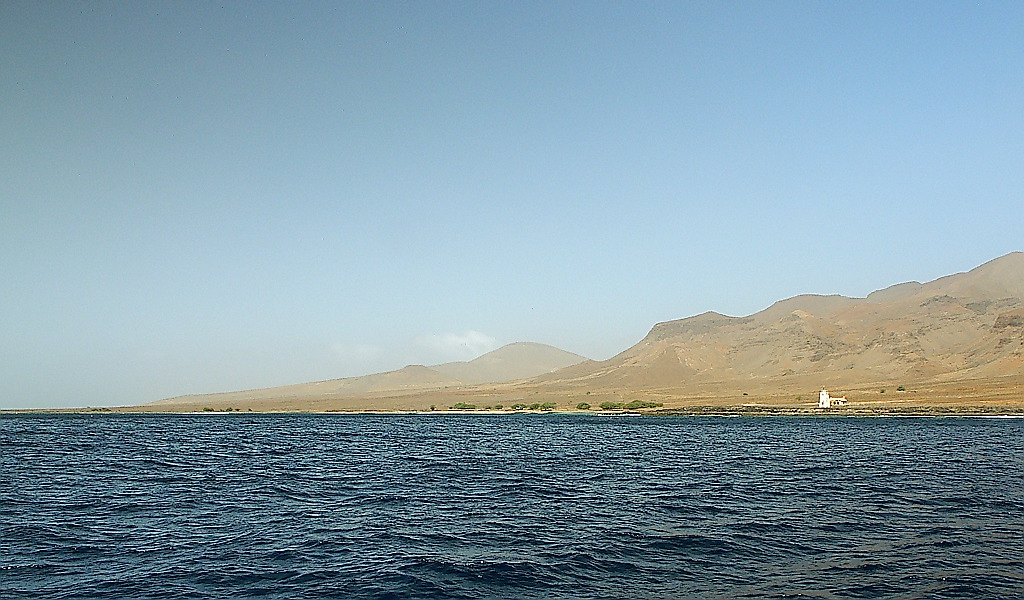
Costa da ilha do São Nicolau

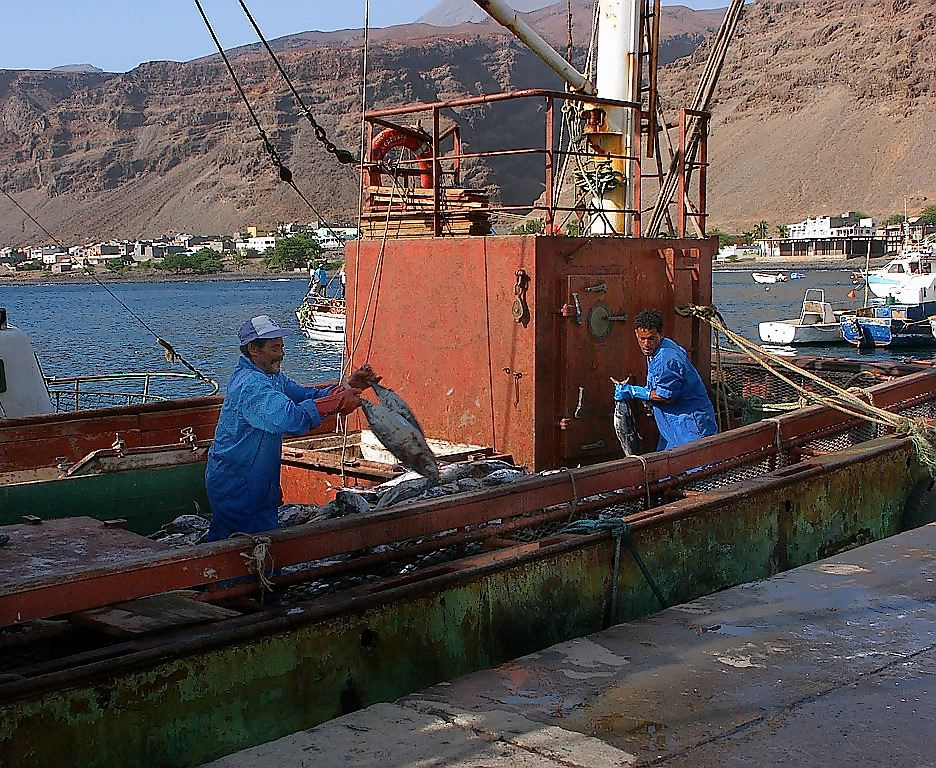
Tarrafal de São Nicolau

A ilha de São Nicolau (em crioulo cabo-verdiano: Son Niklau, Saniklau) é uma das ilhas do Barlavento de Cabo Verde. É uma ilha montanhosa com uma economia fundamentalmente agrícola, mas está sujeita a secas. Povoada pela primeira vez no século XVI, é conhecida pelas suas montanhas e pela principal vila, Ribeira Brava, há muito a sede da diocese de Cabo Verde. A sua outra vila é o porto do Tarrafal.
Para além do português, língua oficial, o crioulo cabo-verdiano é usado no dia-a-dia pela maioria da população de São Nicolau. Existe uma variante local do crioulo cabo-verdiano, na qual o nome da ilha se pronuncia Saninclau.

## Municípios
Dos concelhos foi criando em 2005
- Ribeira Brava
- Tarrafal de São Nicolau

## Estabelecimentos
- Baixo de Rocha
- Belém
- Barril
- Cabeçalinho
- Cachaço
- Caleijão
- Calhaus
- Campo
- Carriçal
- Carvoeiro
- Castilhano
- Covada
- Estância de Brás
- Fajã de Baixo
- Fajã de Cima
- Fontainhas
- Hortelão
- Jalunga
- Juncalinho
- Morro Brás
- Praia Branca
- Preguiça
- Queimada
- Ribeira Funda
- Ribeira da Ponta
- Ribeira Brava
- Tarrafal de São Nicolau

## Demográficas
| Ano  | População |
| ---- | --------- |
| 1890 | 12 425    |
| 1900 | 10 753    |
| 1940 | 14 846    |
| 1950 | 10 386    |
| 1960 | 13 866    |
| 1970 | 16 308    |
| 1980 | 13 572    |
| 1990 | 13 665    |
| 2000 | 13 661    |
| 2010 | 13 310    |

## Transportes
A ilha possui-se Aeroporto de Preguiça e rede de rodovias, 108,76 km de largura, 92.73 km esse nacional com sete rodovias e 16,03 km esse regional com nove caminhos.

## Esportes
A ilha possui-se de campeonato regional de futebol, o Liga Insular de São Nicolau

## Personalidades
- Teófilo Chantre - cantador
- Baltasar Lopes da Silva – escritor
- Armando Zeferino Soares - o compositor da música Sodade